# Worldham
Worldham – wieś w Anglii, w hrabstwie Hampshire, w dystrykcie East Hampshire. Leży 32 km na wschód od miasta Winchester i 71 km na południowy zachód od Londynu.